# Olympia Press
Olympia Press var ett franskt bokförlag i Paris som grundades 1953 av Maurice Girodias som en fortsättning med nytt namn på bokförlaget Obelisk Press som han ärvde av sin far Jack Kahane. Bokförlaget gav ut erotisk litteratur och avantgarde och är mest känt för att vara det första förlaget som gav ut Vladimir Nabokovs klassiker Lolita.